# Allium istanbulense
Allium istanbulense — вид трав'янистих рослин родини амарилісові (Amaryllidaceae), поширений у Туреччині. Вид описаний із околиць Стамбула.

## Опис
Це пізньоквітучий диплоїдний вид (2n = 16), який трапляється в підліску дубових чи соснових лісів переважно на піщаних чи крихких ґрунтах.

## Поширення
Поширений у Туреччині.